# Żeleźnica (województwo wielkopolskie)
Żeleźnica – wieś w Polsce położona w województwie wielkopolskim, w powiecie złotowskim, w gminie Krajenka, przy trasie drogi wojewódzkiej nr 188.
Według danych z 1 stycznia 2011 roku wieś liczyła 108 mieszkańców.
W latach 1975–1998 miejscowość należała administracyjnie do województwa pilskiego.